# Порядок елемента
Порядок елемента в теорії груп — найменше додатне ціле {\displaystyle m}, таке що {\displaystyle m}-разове групове множення даного елемента {\displaystyle g\in G} на себе дає нейтральний елемент:
{\displaystyle \underbrace {gg\dots g} _{m}=g^{m}=e}.
Іншими словами, {\displaystyle m} — кількість різних елементів циклічної підгрупи, породженої даним елементом. Якщо такого {\displaystyle m} не існує (або, еквівалентно, число елементів циклічної підгрупи нескінченне), то кажуть, що {\displaystyle g} має нескінечний порядок. Позначається як {\displaystyle \mathrm {ord} (g)} або {\displaystyle |g|}.
Вивчення порядків елементів групи може дати інформацію про її структуру. Декілька глибоких питань щодо зв'язку порядку елементів і порядку групи містяться в різних задачах Бернсайда, деякі з них залишаються відкритими.

## Основні властивості
Порядок елемента дорівнює одиниці тоді й лише тоді, коли елемент є нейтральним.
Якщо будь-який не нейтральний елемент у {\displaystyle G} збігається зі своїм оберненим (тобто {\displaystyle g^{2}=e}), то {\displaystyle \mathrm {ord} (a)=2} і {\displaystyle G} є абелевою групою, оскільки {\displaystyle ab=(ab)^{-1}=b^{-1}a^{-1}=ba}. Обернене твердження в загальному випадку хибне: наприклад, (адитивна) циклічна група {\displaystyle \mathbb {Z} _{6}} цілих чисел за модулем 6 — абелева, але число 2 має порядок 3:
{\displaystyle 2+2+2=6\equiv 0{\pmod {6}}}.
Для будь-якого цілого {\displaystyle k} тотожність {\displaystyle g^{k}=e} виконана тоді й лише тоді, коли {\displaystyle \mathrm {ord} (g)} ділить {\displaystyle k}.
Усі степені елемента нескінченного порядку мають нескінченний порядок. Якщо {\displaystyle g} має скінченний порядок, то порядок {\displaystyle g^{k}} дорівнює порядку {\displaystyle g}, поділеному на найбільший спільний дільник чисел {\displaystyle \mathrm {ord} (g)} і {\displaystyle k}. Порядок оберненого елемента збігається з порядком елемента ({\displaystyle \mathrm {ord} (g)=\mathrm {ord} (g^{-1})}).

## Зв'язок із порядком групи
Порядок будь-якого елемента групи ділить порядок групи. Наприклад, у симетричній групі {\displaystyle S_{3}}, що складається з шести елементів, нейтральний елемент {\displaystyle e} має (за визначенням) порядок 1, три елементи, що є коренями з {\displaystyle e} — порядок 2, а порядок 3 мають два елементи, що залишилися, які є коренями елементів порядку 2: тобто, всі порядки елементів є дільниками порядку групи.
Частково обернене твердження правильне для скінченних груп (теоретико-групова теорема Коші): якщо просте число {\displaystyle p} ділить порядок групи {\displaystyle G}, то існує елемент {\displaystyle g\in G}, для якого {\displaystyle \mathrm {ord} (g)=p}. Твердження не виконується для складених порядків, так що 4-група Кляйна не містить елемента порядку чотири.

## Порядок добутку
У будь-якій групі {\displaystyle \mathrm {ord} (ab)=\mathrm {ord} (ba)}.
Немає загальної формули, що пов'язує порядок добутку {\displaystyle ab} з порядками співмножників {\displaystyle a} і {\displaystyle b}. Можливий випадок, коли і {\displaystyle a}, і {\displaystyle b} мають скінченні порядки, а порядок добутку {\displaystyle ab} нескінченний, також можливо, що і {\displaystyle a}, і {\displaystyle b} мають нескінченний порядок, тоді як {\displaystyle \mathrm {ord} (ab)} — скінченний. Приклад першого випадку: в симетричній групі над цілими числами перестановки, що задаються формулами {\displaystyle a(x)=2-x,b(x)=1-x} тоді {\displaystyle ab(x)=x-1}. Приклад другого випадку: перестановки в тій самій групі {\displaystyle a(x)=x+1,b(x)=x-1}, добуток яких є нейтральним елементом (перестановка {\displaystyle ab(x)=\mathrm {id} }, що залишає елементи на своїх місцях). Якщо {\displaystyle ab=ba} то можна стверджувати, що {\displaystyle \mathrm {ord} (ab)} ділить найменше спільне кратне чисел {\displaystyle \mathrm {ord} (a)} і {\displaystyle \mathrm {ord} (b)}. Як наслідок, у скінченій абелевій групі порядок будь-якого елемента ділить максимальний порядок елементів групи.

## Підрахунок за порядком елементів
Для даної скінченної групи {\displaystyle G} порядку {\displaystyle n}, кількість елементів із порядком {\displaystyle d} ({\displaystyle d} — дільник {\displaystyle n}) кратна {\displaystyle \varphi (d)}, де {\displaystyle \varphi } — функція Ейлера, що дає число додатних чисел, які не перевищують {\displaystyle d} та взаємно прості з ним. Наприклад, у випадку {\displaystyle S_{3}}{\displaystyle \varphi (3)=2}, і є рівно два елементи порядку 3; при цьому дане твердження не дає жодної корисної інформації щодо елементів порядку 2, оскільки {\displaystyle \varphi (2)=1}, і дуже обмежену інформацію про складені числа, такі як {\displaystyle d=6}, оскільки {\displaystyle \varphi (6)=2}, і в групі {\displaystyle S_{3}} є нуль елементів порядку 6.

## Зв'язок із гомоморфізмами
Гомоморфізми груп мають властивість знижувати порядок елементів. Якщо {\displaystyle f:G\to H} є гомоморфізмом, та {\displaystyle g\in G} — елемент скінченного порядку, то {\displaystyle \mathrm {ord} (f(g))} ділить {\displaystyle \mathrm {ord} (g)}. Якщо {\displaystyle f} ін'єктивне, то {\displaystyle \mathrm {ord} (f(g))=\mathrm {ord} (g)}. Цей факт можна використати для доведення відсутності (ін'єктивного) гомоморфізму між двома заданими групами. (Наприклад, немає нетривіального гомоморфізму {\displaystyle h:S_{3}\to \mathbb {Z} _{5}}, оскільки будь-яке число, за винятком нуля, в {\displaystyle \mathbb {Z} _{5}} має порядок 5, а 5 не ділить жодного з порядків 1, 2 та 3 елементів {\displaystyle S_{3}}.) Іншим наслідком є твердження, що спряжені елементи мають однаковий порядок.